# Басов, Осип Николаевич
Осип Николаевич Басов (14 февраля 1892, Москва — 10 октября 1934, Москва) — советский драматический актёр, режиссёр и театральный педагог. Заслуженный артист РСФСР (1933).

## Биография
Осип Басов родился в 14 февраля 1892 года в Москве. Окончил гимназию в Санкт-Петербурге и в 1911 году поступил в Психоневрологический институт. После начала Первой мировой войны ушёл на фронт. В 1915 году был ранен и попал в плен. Вернувшись из Австрии в 1918 году вступил в Красную армию.
В 1918 году Осип Басов поступил в Мамоновскую студию. Но уже на следующий год ушёл оттуда в другую театральную группу, которую возглавлял артист МХТ, ученик Станиславского Евг. Вахтангов.
В 1919—1922 гг. занимался в студии под руководством Евгения Вахтангова. Осип Николаевич Басов стоял у самых истоков рождения и развития московского Вахтанговского театра.
Позже, когда студия переросла в театр, был одним из ведущих актёров и стал сам ставить спектакли в качестве режиссёра. Как ученик Вахтангова, он всегда работал в той же стилистике, неся и передавая уже своим ученикам основные положения театральных разработок и эстетики своего учителя.
Помимо основной работы в своём театре, он ставил спектакли в Московском детском театре и в 3-м Колхозном театре Горьковского края. В 1934 году руководил московским Современным театром.
Похоронен на Новодевичьем кладбище.

## Творчество

### Роли в театре
- 13 ноября 1921 — «Чудо святого Антония» Метерлинка, режиссёр Евг. Вахтангов — Гюстав
- 15 ноября 1921 — «Вечер А. П. Чехова» по произведениям А. П. Чехова, постановка Евг. Вахтангова («Свадьба») — Капитан Ревунов-Караулов
- 1922 — «Принцесса Турандот» Карло Гоцци. Режиссёр: Е. Б. Вахтангов — Алтоум (первый исполнитель)
- 1924 — «Женитьба» Н. В. Гоголя. Режиссёр: Ю. А. Завадский — Подколесин
- 1924 — «Лев Гурыч Синичкин» Д. Т. Ленского. Режиссёр: Р. Н. Симонов — Князь Ветринский
- 1925 — «Виринея» Л. Н. Сейфуллиной. Режиссёр: А. Д. Попов — Федот
- 1926 — «Марион де Лорм» В. Гюго; режиссёр Р. Н. Симонов — Людовик XIII
- 20 января 1930 г. — «Коварство и любовь» Ф. Шиллера, режиссёры сам же Осип Басов, Павел Антокольский, Борис Захава — Миллер
- 1932 — «Егор Булычов и другие» М. Горького. Режиссёр: Борис Захава — Достигаев
- 1933 — «Достигаев и другие» М.Горького. Режиссёр: Борис Захава — Достигаев

### Режиссёрские работы
- 1930 — «Коварство и любовь» Фридриха Шиллера (вместе с Павлом Антокольским и Борисом Захавой)
- 1930 — «Темп» Погодина (совместно с К. Я. Мироновым, А. А. Орочко, Б. В. Щукиным)
- 1934 — «Дорога цветов» Катаева (совместно с И. М. Рапопортом)

В качестве режиссёра принимал участие в создании телеспектаклей:
- 1924 — «Лев Гурыч Синичкин»
- 1932 — «Егор Булычов и другие»